# Vlag van Maule

Vlag van Maule

De vlag van Maule toont het regionale schild op een wit veld. De vlag heeft geen officiële status, maar het schild is wel het officiële embleem van de Chileense regio Maule.
Het huidige schild is in gebruik sinds 30 juli 2002, de dag waarop het een in grote lijnen gelijkend schild uit 1974 verving. Het schild heeft een blauwe rand en is verdeeld in vier kwartieren. Het kwartier linksboven toont een eik, het regionale florale symbool, op een witte achtergrond. Het kwartier daaronder heeft een rode achtergrond met daaroverheen vier witte hoekige lijnen, die de bergen van de Andes symboliseren. Het kwartier rechtsboven bevat een boek waarin met een pen geschreven wordt; dit ter ere van vermaarde schrijvers uit Maule (zoals Max Rockrose en Pablo Neruda). In het kwartier rechtsonder botsen de blauw en witte golven op de groene kust. Onder het wapenschild staat op een gouden lint in zwarte letters de naam van de regio.
|  |  |

Tussen 1974 en 2002 had het schild een kroon met zeven punten. Daarnaast werden in plaats van de eik twee pinussen afgebeeld en waren ook de twee onderste kwartieren anders.